# Ilse Propf
Ilse Propf, geb. Rietschel (* 23. Juli 1912 in Tannroda; † 1. Juli 1988 in Köthen) war eine deutsche Malerin und Grafikerin.

## Leben und Werk
Der Vater Ilse Propfs, Artur Rietschel, war Grafiker und Lithograf. Er motivierte sie zu einer künstlerischen Ausbildung, und sie studierte ab 1928 Malerei an der Hochschule für bildende Kunst Weimar. In dieser Zeit lernte sie Robert Propf kennen, den sie 1937 heiratete. Von 1930 bis 1933 studierte sie weiter an der Leipziger Staatlichen Akademie für graphische Künste und Buchgewerbe. Robert Propf hatte sich in Essen als Bildhauer niedergelassen, und sie zog zu ihm in die Künstlersiedlung Margarethenhöhe. 1939 wurde ihre Tochter Nanna (Hürter) geboren, 1941 die Tochter Cornelia (Johansen). Nach der Kriegszerstörung ihres Hauses in Essen zogen sie nach Dresden. Von dort wurde die Familie 1944 nach Manebach evakuiert, von wo sie nach Köthen zog. Dort begann Ilse Propf nach Kriegsende als freischaffende Malerin zu arbeiten. 1949 wurde sie Mitglied des Verbands Bildender Künstler der DDR. Neben der Malerei macht sie vor allem grafische Arbeiten, wozu sie private und staatliche Aufträge erhielt, u. a. für Buchillustrationen. Zudem half sie ihrem Mann bei dessen Arbeiten, speziell durch Entwürfe und das Nähen von Antependien für Kirchenräume bei dessen Aufträgen von der katholischen Kirche.

## Werke (Auswahl)
- Cornelia (Tafelbild, Öl; 1948 auf der Großen Kunstausstellung Sachsen-Anhalt)
- Schwelwerk (1952, Pastell)[1][2]
- Karneval der Kinder (1952, Pastell)[3][2]
- Moskauer Impressionen (1971)[4]